# Snes9x
Snes9x는 MS-DOS, 리눅스, 마이크로소프트 윈도우, 아미가OS, 맥OS, 모프OS, 엑스박스, PSP, PS3, 게임큐브, Wii, iOS, 안드로이드용 공식 포트를 갖춘 슈퍼 패미콤  에뮬레이터이다. 윈도우 RT와 윈도우 폰 8에는 Snes8x라는 이름의 비공식 포트가 있다.

## 배경
Snes9x의 개발은 1997년 7월 Snes96의 게리 헨더슨과 Snes97의 제레미 쿠트가 각각의 에뮬레이터를 합병하여 Snes9x를 만들면서 시작되었다. Snes9x는 일부 수준에서 대부분의 SNES 강화 칩을 에뮬레이트한 최초의 사람들 중 하나이다. 버전 1.53에서 Cg 셰이더 지원을 추가하였다. 버전 1.55는 SD2SNES에서 발견된 MSU1 향상 칩에 대한 지원을 추가했다.
포켓 PC용 에뮬레이터 포켓 SNES는 Snes9X를 기반으로 한다.
또한 웹 브라우저 내에서 실행되는 Emscripten으로 컴파일된 비공식 Snes9x 포트도 있다.

## 면허증
Snes9x의 소스 코드는 공개적으로 사용 가능하지만 라이선스는 상업적 사용을 금지한다.

## 접수처
2005년, 레트로 게이머는 Snes9x를 "최고의 SNES 에뮬레이터"라고 불렀다.
2021년 디지털 트렌드는 에뮬레이터가 광범위한 호환성을 가지고 있으며 제한된 자원을 가진 시스템에서 실행된다고 언급했다.

## 같이 보기
- SNES 에뮬레이터 목록

## 추가 자료
- 비디오 게임 에뮬레이터 목록
- Welsh, Matt; Kalle Dalheimer, Matthias (2006). 〈Emulators〉. 《Running Linux》. O'Reilly Media. 187쪽.